# Alexandros Kiritsis
Alexandros Kiritsis (griechisch Αλέξανδρος Κυρίτσης; * 18. Mai 1982 in Griechenland) ist ein griechischer Basketballspieler, der bei einer Körpergröße von 1,98 m auf der Position des Shooting Guard spielt.

## Karriere
Alexandros Kiritsis begann seine Profikarriere 2000 beim griechischen Verein Papagou in Athen. 2003 wechselte er zum Traditionsverein Aris Thessaloniki, wo für zwei Jahre unter Vertrag stand und 2004 mit dem griechischen Vereinspokal den ersten Titel seiner Karriere gewinnen konnte. In den darauffolgenden Jahren wechselte Kiritsis mehrfach den Verein. Zu seinen bedeutendsten Stationen gehörten zwischen 2005 und 2011 PAOK Thessaloniki sowie AEK Athen. Im Sommer 2011 wechselte Kiritsis zum amtierenden EuroLeague-Sieger Panathinaikos Athen.

## Nationalmannschaft
Zwischen 2006 und 2009 gehörte Kiritsis der griechischen Nationalmannschaft an. Er absolvierte in diesem Zeitraum 9 Länderspiele und erzielte dabei 82 Punkte (9,11 im Schnitt). 2009 gewann Kiritsis bei den Mittelmeerspielen 2009 im italienischen Pescara die Silbermedaille.

## Erfolge
- Griechischer Pokalsieger: 2004, 2012
- Silbermedaille bei den Mittelmeerspielen: 2009

## Auszeichnungen
- Teilnahme an den Mittelmeerspielen: 2009

## Trivia
Alexandros Vater Michalis Kiritsis war sowohl als Spieler (1971–1972) als auch als Trainer (1983–1986, 1988–1989) bei Panathinaikos Athen aktiv und konnte in beiden Fällen Titel gewinnen.